# 유고슬라비아 디나르
디나르(dinar, 키릴 문자: динар)는 3개의 유고슬라비아 (유고슬라비아 왕국 (옛 이름 세르비아인 크로아티아인 슬로베니아인 왕국), 유고슬라비아 사회주의 연방 공화국, 유고슬라비아 연방 공화국)에서 사용되었던 통화 이름으로, 1918년부터 2003년까지 사용되었다. 100 파라 (para, 키릴 문자: пара)는 1 디나르에 해당한다.
유고슬라비아는 서로 다른 여덟 개의 디나르를 발행하였으며, 1990년에서 1994년까지는 1990년대 초에 있었던 초인플레이션으로 인하여 다섯 차례의 화폐 개혁을 단행하기도 하였다. 또한 여덟 개의 디나르는 각각 서로 다른 이름과 ISO 4217 코드를 갖고 있다.

## 역사
| 날짜            | 교환 비율 |
| --------------- | --------- |
| 1966년 1월 1일  | 100:1     |
| 1990년 1월 1일  | 10,000:1  |
| 1992년 7월 1일  | 10:1      |
| 1993년 10월 1일 | 100만:1   |
| 1994년 1월 1일  | 10억:1    |
| 1994년 1월 24일 | 1,300만:1 |

### 1918년-1941년; 세르비아 디나르, YUS
세르비아는 1918년까지 디나르를 세르비아의 통화로 사용하였다. 이후 세르비아인 크로아티아인 슬로베니아인 왕국이 설립한 이후에는 크로네를 사용하였는데, 크로네는 슬로베니아, 크로아티아, 보스니아 헤르체고비나에서 발행되었으며, 교환 비율은 1 세르비아 디나르 = 4 유고슬라비아 크로네였다. 1920년에는 세르비아인 크로아티아인 슬로베니아인 왕국이라는 이름으로 동전과 지폐를 처음 발행하였으며, 1929년에 유고슬라비아 왕국이라는 국호로 바뀌면서 통화 이름도 유고슬라비아 디나르로 바뀌었다.
1931년에는 56.4 유고슬라비아 디나르 = 1 미국 달러의 환율이 실시되었으며, 1933년에는 44 유고슬라비아 디나르로 변경되었다. 또한 1937년에는 250 유고슬라비아 디나르 = 1 영국 파운드의 여행자 전용 환율이 실시되기도 하였다.

### 제2차 세계 대전 (1941년-1945년)
1941년, 유고슬라비아가 추축국의 침략과 동시에 분열되면서 유고슬라비아 디나르는 세르비아 구국정부의 디나르로 남게 되었다. 또한 크로아티아, 보스니아 헤르체고비나에서는 세르비아 디나르와 같은 값의 쿠나가 유통되었으며, 추축국에 점령당한 유고슬라비아의 각 지역에서는 불가리아 레프, 이탈리아 리라, 라이히스마르크도 유통되었다.

### 1944년-1965년; 연방 디나르, YUF
1944년에 유고슬라비아가 재건되면서 유고슬라비아 디나르는 세르비아 디나르, 크로아티아 독립국 쿠나 그리고 그 외의 점령국들의 통화를 대신하였으며, 교환 비율은 1 유고슬라비아 디나르 = 20 세르비아 디나르 = 40 크로아티아 독립국 쿠나였다. 1945년 5월에는 50 유고슬라비아 디나르 = 1 미국 달러의 고정 환율이 실시되었으나 이러한 비율이 유지되지는 않았다.

### 1966년-1989년; 고정 디나르, YUD
1966년 1월 1일에는 첫 번째 화폐 개혁을 단행하였는데, 화폐 개혁 비율은 100:1이었다. 이 통화는 매우 불안정했으며, 연간 15~25 퍼센트의 인플레이션율을 기록하였다. 보관됨 2015-04-09 - 웨이백 머신 1980년대에는 인플레이션율 상승이 가속화되었으며, 이로 인해 1990년에 두 번째 화폐 개혁이 시작된다.

### 1990년-1992년; 태환 디나르, YUN
1990년 1월 1일에는 두 번째 화폐 개혁을 단행하였는데, 화폐 개혁 비율은 10,000:1이었다. 당시 유고슬라비아를 구성하고 있던 공화국들은 유고슬라비아 사회주의 연방 공화국에서 탈퇴하기 시작하였다. 여섯 개의 공화국 가운데 네 개의 공화국이 독립을 선언하여 독자적인 통화를 발행하기 시작하였다. 이 통화는 국장 디자인과 "유고슬라비아 사회주의 연방 공화국"이라는 여러 가지의 언어의 국명이 쓰여진 마지막 통화가 된다.
| 국가                  | 통화                         | 채택일           | 교환 가치         |
| --------------------- | ---------------------------- | ---------------- | ----------------- |
| 보스니아 헤르체고비나 | 보스니아 헤르체고비나 디나르 | 1992년 7월       | 1 디나르 (1992년) |
| 크로아티아            | 크로아티아 디나르            | 1991년 12월 23일 | 1 디나르 (1990년) |
| 마케도니아 공화국     | 마케도니아 데나르            | 1992년 4월 26일  | 1 디나르 (1990년) |
| 슬로베니아            | 슬로베니아 톨라르            | 1991년 10월 8일  | 1 디나르 (1990년) |

크로아티아와 보스니아 헤르체고비나의 세르비아인이 지배하던 지역에서는 유고슬라비아 디나르와 같은 값의 크라이나 디나르와 스르프스카 공화국 디나르가 유통되었다.

### 1992년-1993년; 개혁 디나르, YUR
1992년 7월 1일에는 세 번째 화폐 개혁을 단행하였는데, 화폐 개혁 비율은 10:1이었다. 이 때부터 초인플레이션이 시작되었다. 이 화폐는 당시 유고슬라비아 연방 공화국 (현재의 세르비아와 몬테네그로)에서 발행되었다.

### 1993년; 10월 디나르, YUO
1993년 10월 1일에는 네 번째 화폐 개혁을 단행하였는데, 화폐 개혁 비율은 100만:1이었다. 이러한 화폐 개혁에도 불구하고 초인플레이션은 수습되지 않았으며, 이 화폐는 3개월 밖에 유통되지 않았다.

### 1994년; 1월 디나르, YUG
1994년 1월 1일에는 다섯 번째 화폐 개혁을 단행하였는데, 화폐 개혁 비율은 10억:1이었다. 이 화폐는 유고슬라비아 디나르 가운데 최악의 초인플레이션을 경험하였으며, 불과 한 달 만에 새 화폐가 대신하였다.

### 1994년-2003년; 신 디나르, YUM
1994년 1월 24일에는 신 디나르 (단수형: novi dinari, 키릴 문자: нови динар, нови динари; 복수형: novih dinara, 키릴 문자: нових динара; "노비"는 "새로운"이라는 뜻)가 발행되었는데, 이는 화폐 개혁이 아니었으며, 신 디나르는 독일 마르크와 같은 값으로 고정되었다. 신 디나르가 발행 당시 이전의 독일 마르크와 디나르의 환율은 약 1 독일 마르크 = 1300만 디나르였다. 새 통화가 고정되어 있지 않음에도 불구하고 1월 디나르의 값은 하락하지 않았으며, 1월 디나르와의 비율은 약 1 신 디나르 = 1,200만 1월 디나르였다. 보관됨 2008-05-22 - 웨이백 머신 또한 1990년 이전의 세 번째 (고정) 디나르와 비교하면 1.2×1027 고정 디나르, 연방 디나르와 비교하면 1.2×1029 연방 디나르에 해당되며, 전쟁 이전의 디나르와 비교하면 2.4×1030 디나르에 해당된다. "신" ("노비")이라는 말은 2000년에 삭제되었다.

### 유고슬라비아 디나르의 종말
1999년 11월 6일 몬테네그로는 독일 마르크를 유고슬라비아 디나르와 함께 법정 통화임을 선언했다. 2000년 11월 13일 디나르의 통용이 중단되었으며, 독일 마르크가 몬테네그로의 유일한 법정 통화가 되었다. (이후 유로가 대신함.) 2003년, 유고슬라비아 연방 공화국이 해체됨과 동시에 세르비아가 유고슬라비아 디나르와 같은 값의 세르비아 디나르를 통용하면서 유고슬라비아 디나르는 막을 내리게 된다.

## 동전

### 1918년 디나르
1920년, 세르비아인 크로아티아인 슬로베니아인 왕국은 최초의 동전을 발행하였는데, 5 파라, 10 파라는 아연으로 만들어졌으며, 25 파라는 니켈 청동으로 만들어졌다. 이후 1925년에는 니켈 청동으로 만든 50 파라, 1, 2 디나르 동전을 발행하였다. 1931년에 유고슬라비아 왕국이라는 이름으로 10 디나르, 20 디나르 은화를 발행하였으며, 1932년에는 50 디나르 은화를 발행하였다. 1938년에는 알루미늄 청동으로 만든 50 파라, 1 디나르, 2 디나르와 니켈로 만든 10 디나르 동전 그리고 크기를 줄인 20 디나르, 50 디나르 은화를 발행하였다. 이러한 동전들은 제2차 세계 대전 이전에 발행한 마지막 동전이었다.

### 1944년 디나르
1945년에는 아연으로 만든 50 파라, 1, 2, 5 디나르를 발행하였으며, 1953년에는 이와 같은 액면의 알루미늄 동전도 발행하였다. 1955년에는 알루미늄 청동으로 만든 10, 20, 50 디나르 동전도 발행하였다.

### 1966년 디나르

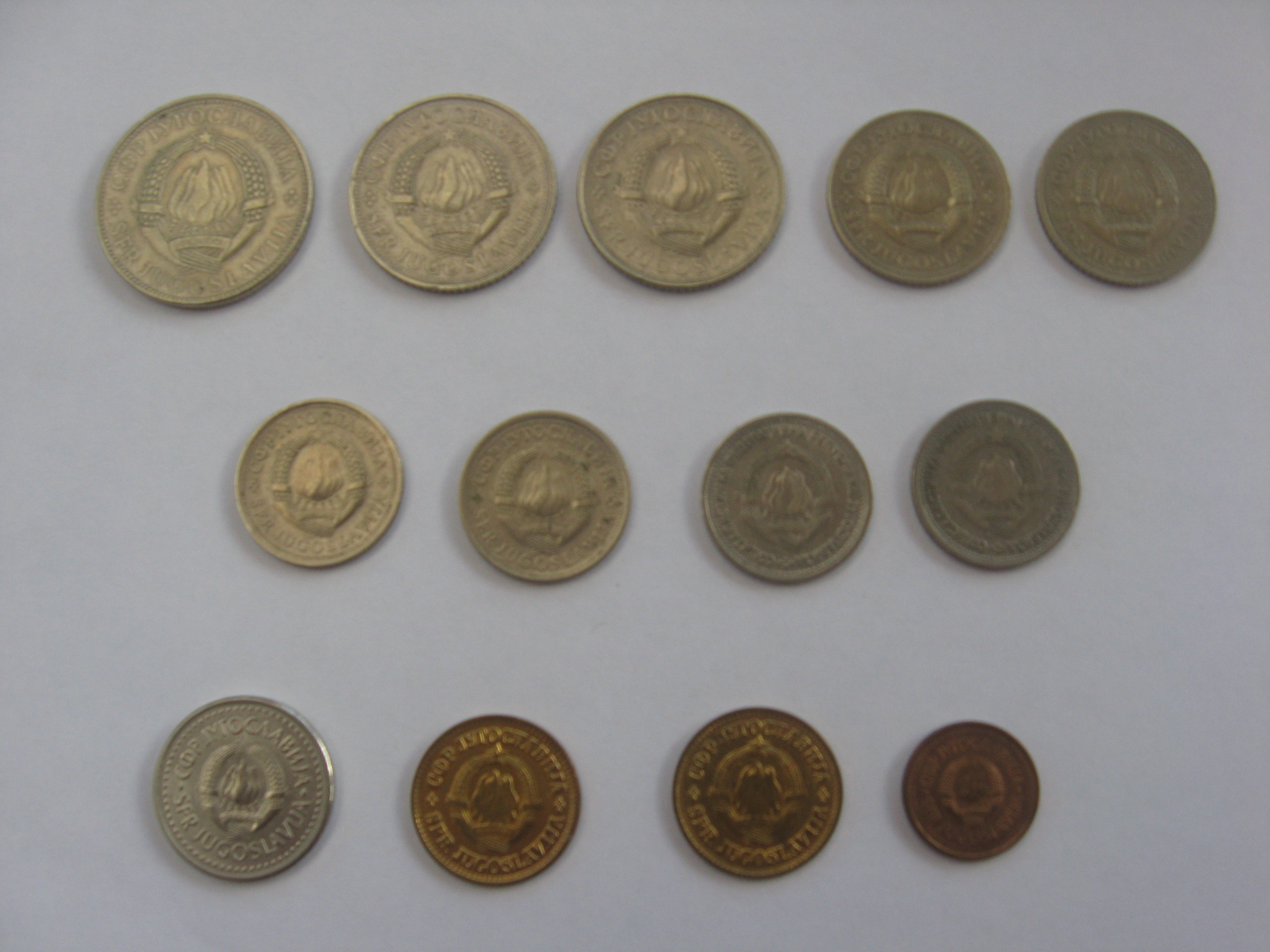
동전들의 앞면

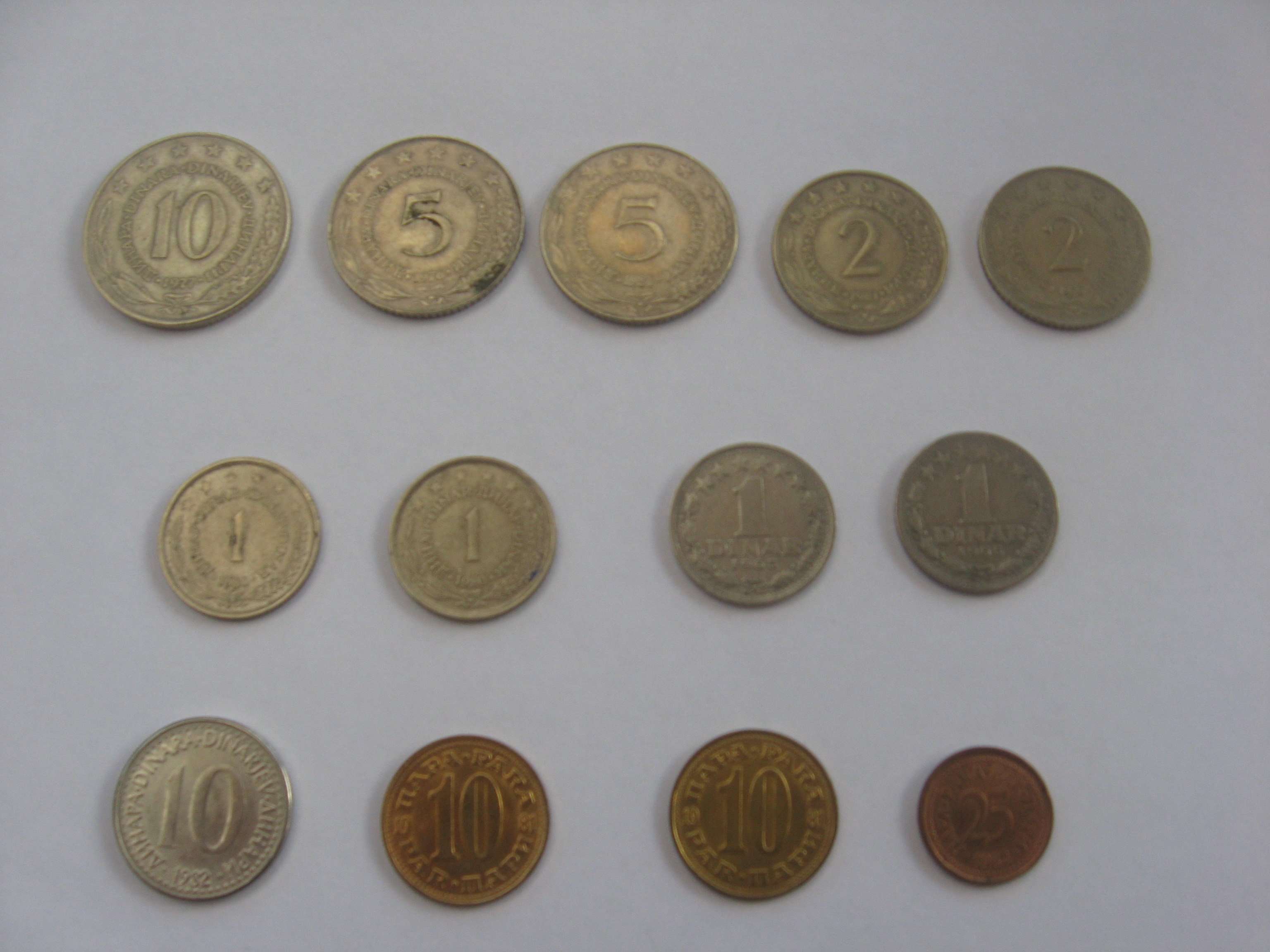
동전들의 뒷면

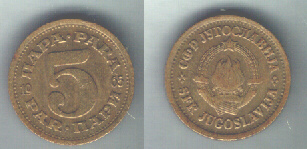
1965년에 발행된 5 파라 동전

1966년 (1965년)에는 황동으로 만든 5, 10, 20, 50 파라 동전과 구리 니켈로 만든 1 디나르 동전을 발행하였다. 1971년에는 니켈 황동으로 만든 2 디나르, 5 디나르 동전을 발행하였으며, 1976년에는 구리 니켈로 만든 10 디나르 동전도 발행하였다. 1981년에는 5, 10, 20 파라 동전의 발행이 중단되었으며, 청동으로 만든 25, 50 파라 동전도 발행하였다. 1985년에는 니켈 황동으로 만든 20, 50, 100 디나르 동전을 발행하였으며, 1986년에는 동전 발행에서 매우 열세를 보이고 있던 10 디나르 동전의 발행을 중단하였다. 1988년에는 황동으로 만든 10, 20, 50, 100 디나르 동전이 발행되었는데, 이러한 동전들은 1989년까지 발행되었다.

### 1990년 디나르
1990년에는 10, 20, 50 파라, 1, 2, 5 디나르 동전이 발행되었다. 이 중 2, 5 디나르 동전은 1992년까지 적은 수가 발행되었으며, 나머지 동전들은 1991년에 발행이 중단되었다.

### 1992년 디나르
1992년에는 1, 2, 5, 10, 50 디나르 동전이 발행되었는데, 1, 2, 5 디나르는 청동으로 만들어졌으며, 10, 50 디나르는 니켈 황동으로 만들어졌다. 동전의 디자인은 "유고슬라비아" (라틴 문자:Jugoslavija, 키릴 문자:Југославија) 라는 국명이 수정된 것을 제외하면 간단한 형태의 디자인이었다.

### 1993년 디나르
1993년에는 니켈 황동으로 만든 1, 2, 5, 10, 50 디나르 동전과 황동으로 만든 100 디나르가 발행되었다. 황동으로 만든 500 디나르도 만들어졌으나 발행되지는 않았다. 이러한 동전들은 "유고슬라비아 연방 공화국" (FR Yugoslavia, 라틴 문자:SR Jugoslavija, 키릴 문자:СР Југославија)이라는 국명이 쓰여져 있는 것을 제외하면 1992년 디나르 동전과 비슷한 형태의 디자인이었다.

### 1994년 디나르
1994년 디나르는 청동으로 만든 1 디나르 동전만이 발행되었으며, 이 동전은 짧은 기간동안 발행되었다.

### 신 디나르
1994년에는 황동으로 만든 1, 5파라 동전과 니켈 황동으로 만든 10, 50 파라, 1 신 디나르 동전이 발행되었다. 2000년에는 "신" ("노비", "Novi")이라는 단어를 삭제한 형태의 새로운 통화를 발행함과 동시에 황동으로 만든 50 파라, 1, 2, 5 디나르 동전을 발행하였다.

## 지폐

### 1918년 디나르
1920년 세르비아인 크로아티아인 슬로베니아인 왕국 국립 은행은 10, 100, 1000 디나르를 발행하였다.
| 1920년-1926년 시리즈 | 1920년-1926년 시리즈 | 1920년-1926년 시리즈 | 1920년-1926년 시리즈 | 1920년-1926년 시리즈                      | 1920년-1926년 시리즈          | 1920년-1926년 시리즈 | 1920년-1926년 시리즈 |
| 사진                 | 액면                 | 크기                 | 색상                 | 앞면                                      | 뒷면                          | 최초 발행일          |                      |
| -------------------- | -------------------- | -------------------- | -------------------- | ----------------------------------------- | ----------------------------- | -------------------- | -------------------- |
|                      | 10 디나르            |                      | 파란색               | 남성과 바퀴                               |                               | 1920년               |                      |
|                      | 10 디나르            |                      | 빨간색               | 여성                                      | 국장과 성당                   | 1926년               |                      |
|                      | 100 디나르           |                      | 노란색               | 여성                                      | 선박과 농민                   | 1920년               |                      |
|                      | 1000 디나르          |                      | 보라색               | 성 게오르기우스가 용을 죽이는 형상의 그림 | 쟁기질하는 남성과 여러 도시들 | 1920년               |                      |

1929년에 유고슬라비아 왕국으로 변경한 이후 10, 100 디나르를 발행하였으며, 1931년에 1000 디나르를, 1935년에 500 디나르를 발행하였다.
| 1929년-1939년 시리즈 | 1929년-1939년 시리즈 | 1929년-1939년 시리즈 | 1929년-1939년 시리즈 | 1929년-1939년 시리즈                | 1929년-1939년 시리즈                 | 1929년-1939년 시리즈 | 1929년-1939년 시리즈 |
| 사진                 | 액면                 | 크기                 | 색상                 | 앞면                                | 뒷면                                 | 최초 발행일          |                      |
| -------------------- | -------------------- | -------------------- | -------------------- | ----------------------------------- | ------------------------------------ | -------------------- | -------------------- |
|                      | 10 디나르            |                      | 초록색               | 페타르 2세 모스타르의 스타리 모스트 | 여성                                 | 1939년               |                      |
|                      | 20 디나르            |                      | 갈색                 | 페타르 2세                          | 여성                                 | 1936년               |                      |
|                      | 50 디나르            |                      | 갈색                 | 알렉산다르 1세                      | 기수 조각상                          | 1931년               |                      |
|                      | 100 디나르           |                      | 보라색               | 칼을 든 여성                        | 선박과 농민                          | 1929년               |                      |
|                      | 100 디나르           |                      | 보라색               | 여성과 군인                         | 일하는 두 명의 여성                  | 1934년               |                      |
|                      | 500 디나르           |                      | 파란색               | 페타르 2세                          | 일하는 여성                          | 1935년               |                      |
|                      | 1000 디나르          |                      | 노란색               | 마리야 왕비                         | 밀과 낫, 칼과 방패를 든 두 명의 여성 | 1931년               |                      |
|                      | 1000 디나르          |                      |                      | 여성과 세 명의 기수 학생과 교사     | 어부와 대장장이                      | 1935년               |                      |
|                      | 10,000 디나르        |                      | 갈색                 | 페타르 2세                          | 농장에서 일하는 두 명의 노동자       | 1936년               |                      |

### 1944년 디나르
1944년 유고슬라비아 민주 연방은 1, 5, 10, 20, 50, 100, 500, 1000 디나르를 발행하였다.
| 1944년 시리즈 | 1944년 시리즈 | 1944년 시리즈 | 1944년 시리즈 | 1944년 시리즈         | 1944년 시리즈 | 1944년 시리즈 | 1944년 시리즈 |
| 사진          | 액면          | 크기          | 색상          | 앞면                  | 뒷면          | 최초 발행일   |               |
| ------------- | ------------- | ------------- | ------------- | --------------------- | ------------- | ------------- | ------------- |
|               | 1 디나르      |               |               | 유고슬라비아 파르티잔 | 국장 액면     | 1944년        |               |
|               | 5 디나르      |               | 파란색        | 유고슬라비아 파르티잔 | 국장 액면     | 1944년        |               |
|               | 10 디나르     |               | 분홍색        | 유고슬라비아 파르티잔 | 국장 액면     | 1944년        |               |
|               | 20 디나르     |               | 빨간색        | 유고슬라비아 파르티잔 | 국장 액면     | 1944년        |               |
|               | 50 디나르     |               | 진한 파란색   | 유고슬라비아 파르티잔 | 국장 액면     | 1944년        |               |
|               | 100 디나르    |               | 진한 초록색   | 유고슬라비아 파르티잔 | 국장 액면     | 1944년        |               |
|               | 500 디나르    |               | 갈색          | 유고슬라비아 파르티잔 | 국장 액면     | 1944년        |               |
|               | 1000 디나르   |               | 초록색        | 유고슬라비아 파르티잔 | 국장 액면     | 1944년        |               |

1946년 유고슬라비아 인민 연방 공화국 국립은행은 50, 100, 500, 1000 디나르를 발행했으며, 1950년에 5000 디나르를 발행하였다.
| 1946년-1950년 시리즈 | 1946년-1950년 시리즈 | 1946년-1950년 시리즈 | 1946년-1950년 시리즈 | 1946년-1950년 시리즈                         | 1946년-1950년 시리즈            | 1946년-1950년 시리즈 | 1946년-1950년 시리즈 |
| 사진                 | 액면                 | 크기                 | 색상                 | 앞면                                         | 뒷면                            | 최초 발행일          |                      |
| -------------------- | -------------------- | -------------------- | -------------------- | -------------------------------------------- | ------------------------------- | -------------------- | -------------------- |
|                      | 50 디나르            |                      | 노란색               | 광부                                         | 벌목공                          | 1946년               |                      |
|                      | 100 디나르           |                      | 갈색                 | 벽돌 직공 (왼쪽), 광부 (오른쪽)              | 어부                            | 1946년               |                      |
|                      | 500 디나르           |                      | 갈색                 | 유고슬라비아 파르티잔                        | 쟁기질하는 농민                 | 1946년               |                      |
|                      | 1000 디나르          |                      | 갈색                 | 일하는 여성                                  | 폭포와 갈을 든 여성 조각상      | 1946년               |                      |
|                      | 1000 디나르          |                      | 초록색               | 트랙터 운전사 (왼쪽), 수확하는 농민 (오른쪽) | 벽돌 직공 (왼쪽), 광부 (오른쪽) | 1949년               |                      |
|                      | 5000 디나르          |                      | 진한 파랑            | 항만에 정박 중인 선박                        | 제철소 노동자                   | 1950년               |                      |

1955년에 새로운 지폐가 발행되었다.
1 영어 위키백과에서는 아리프 헤랄리치라고 소개하고 있다.

### 1966년 디나르
1966년 (1965년)에는 5, 10, 50, 100 디나르를 발행하였는데, 지폐의 디자인은 1955년부터 1963년까지 발행했던 지폐와 같은 형태의 디자인이었다. 1970년에 500 디나르를 발행하였으며, 1974년에는 20 디나르와 1,000 디나르를 추가로 발행하였다.
| 1965년-1981년 시리즈 | 1965년-1981년 시리즈 | 1965년-1981년 시리즈 | 1965년-1981년 시리즈 | 1965년-1981년 시리즈 | 1965년-1981년 시리즈 | 1965년-1981년 시리즈 | 1965년-1981년 시리즈 |
| 사진                 | 사진                 | 액면                 | 크기                 | 색상                 | 앞면 | 뒷면                 | 최초 발행일          |
| -------------------- | -------------------- | -------------------- | -------------------- | -------------------- | --- | -------------------- | -------------------- |
|                      |                      | 5 디나르             | 123 x 59 mm          | 초록색               | 여성과 낫 | 트랙터               | 1965년               |
|                      |                      | 5 디나르             | 123 x 59 mm          | 초록색               | 여성과 낫 | 액면                 | 1968년               |
|                      |                      | 10 디나르            | 131 x 62 mm          | 갈색                 | 광부1 | 공장                 | 1965년               |
|                      |                      | 10 디나르            | 131 x 62 mm          | 갈색                 | 광부1 | 액면                 | 1968년               |
|                      |                      | 20 디나르            | 139 x 65 mm          | 보라색               | 부둣가에 정박 중인 선박 | 액면                 | 1974년               |
|                      |                      | 50 디나르            | 140 x 66 mm          | 파란색               | 베오그라드 연방 의사당에 위치한 이반 메슈트로비치의 돋을새김 | 연방 의사당          | 1965년               |
|                      |                      | 50 디나르            | 140 x 66 mm          | 파란색               | 베오그라드 연방 의사당에 위치한 이반 메슈트로비치의 돋을새김 | 액면                 | 1968년               |
|                      |                      | 100 디나르           | 148 x 70 mm          | 빨간색               | 뉴욕 국제 연합 본부 앞쪽에 위치한 안툰 아우구스틴치치의 평화 기념물 | 액면                 | 1965년               |
|                      |                      | 500 디나르           | 156 x 74 mm          | 진한 초록색          | - 나이아가라 폭포 주립 공원에 위치한 프라노 크르시니치의 니콜라 테슬라 조각상 - 배경: 뉴욕 이스트 휴스턴가에 위치한 니콜라 테슬라가 만든 나선형 코일 형태의 고주파 변압기 | 액면                 | 1970년               |
|                      |                      | 1000 디나르          | 164 x 78 mm          | 진한 파란색          | 여성과 과일 | 액면                 | 1974년               |

1985년에는 요시프 브로즈 티토 대통령의 초상화가 그려진 5,000 디나르 지폐가 처음 발행되었다. 인플레이션이 악화되자 1987년에 2만 디나르를 발행하였으며, 1988년에는 5만 디나르를, 1989년에는 10만, 50만, 100만, 200만 디나르를 발행하였다. 이 중 50만, 200만 디나르는 지폐 디자인으로는 드물게 초상화 대신 코자라에 위치한 기념물이 사용되었다는 특징이 있었다.
| 1985년-1989년 시리즈             | 1985년-1989년 시리즈 | 1985년-1989년 시리즈 | 1985년-1989년 시리즈 | 1985년-1989년 시리즈 | 1985년-1989년 시리즈                           | 1985년-1989년 시리즈 | 1985년-1989년 시리즈 |
| 사진                             | 액면                 | 크기                 | 색상                 | 앞면                 | 뒷면                                           | 최초 발행일          |                      |
| -------------------------------- | -------------------- | -------------------- | -------------------- | -------------------- | ---------------------------------------------- | -------------------- | -------------------- |
|                                  | 5,000 디나르         |                      | 보라색               | 요시프 브로즈 티토   | 야이체                                         | 1985년               |                      |
| [ 깨진 링크 ( 과거 내용 찾기 ) ] | 20,000 디나르        |                      | 갈색                 | 광부2                | 채광용 공구                                    | 1987년               |                      |
|                                  | 50,000 디나르        |                      | 초록색               | 여성                 | 두브로브니크                                   | 1988년               |                      |
|                                  | 10만 디나르          |                      | 빨간색               | 소녀                 | 수많은 문자들과 숫자들                         | 1989년               |                      |
|                                  | 50만 디나르          |                      | 보라색               | 코자라 전투 기념비   | 수톄스카 전투 기념비                           | 1989년               |                      |
|                                  | 100만 디나르         |                      | 갈색                 | 청년 여성            | 밀 이삭                                        | 1989년               |                      |
|                                  | 200만 디나르         |                      | 자주색               | 코자라 전투 기념비   | 슈마리체 기념 공원의 기념비 (일명 "깨진 날개") | 1989년               |                      |

1 영어 위키백과에서는 아리프 헤랄리치라고 소개하고 있다.
2 영어 위키백과에서는 알리야 시로타노비치라고 소개하고 있다.

### 1990년 디나르
1990년에는 10, 50, 100, 200, 500, 1,000 디나르 지폐가 발행되었는데, 지폐의 디자인은 1991년까지 사용되었던 지폐의 디자인과 거의 비슷하였다. 1991년에는 5,000 디나르 지폐가 발행되었다.
| 1990년-1991년 시리즈 | 1990년-1991년 시리즈 | 1990년-1991년 시리즈 | 1990년-1991년 시리즈 | 1990년-1991년 시리즈 | 1990년-1991년 시리즈                           | 1990년-1991년 시리즈          | 1990년-1991년 시리즈 |
| 사진                 | 액면                 | 크기                 | 색상                 | 앞면                 | 뒷면                                           | 최초 발행일                   |                      |
| -------------------- | -------------------- | -------------------- | -------------------- | -------------------- | ---------------------------------------------- | ----------------------------- | -------------------- |
|                      | 10 디나르            |                      | 빨간색               | 소녀                 | 수많은 문자들과 숫자들                         | 1990년                        |                      |
|                      | 10 디나르            | 보라색               | 1991년               | 소녀                 | 수많은 문자들과 숫자들                         |                               |                      |
|                      | 50 디나르            |                      | 보라색               | 코자라 전투 기념비   | 수톄스카 전투 기념비                           | 1990년                        |                      |
|                      | 50 디나르            |                      | 자주색               | 소년                 | 꽃                                             | 1990년                        |                      |
|                      | 50 디나르            | 빨간색               | 1991년               | 소년                 | 꽃                                             |                               |                      |
|                      | 100 디나르           |                      | 갈색                 | 청년 여성            | 밀 이삭                                        | 1990년                        |                      |
|                      | 100 디나르           | 진한 초록색          | 1991년               | 청년 여성            | 밀 이삭                                        |                               |                      |
|                      | 200 디나르           |                      | 진한 초록색과 빨간색 | 코자라 전투 기념비   | 슈마리체 기념 공원의 기념비 (일명 "깨진 날개") | 1990년                        |                      |
|                      | 500 디나르           |                      | 파란색               | 청년 남성            | 산                                             | 1990년                        |                      |
|                      | 500 디나르           | 갈색                 | 1991년               | 청년 남성            | 산                                             |                               |                      |
|                      | 1000 디나르          |                      | 주황색               | 니콜라 테슬라        | 테슬라 코일                                    | 1990년                        |                      |
|                      | 1000 디나르          | 파란색               | 1991년               | 니콜라 테슬라        | 테슬라 코일                                    |                               |                      |
|                      | 5000 디나르          |                      | 1991년               | 보라색               | 이보 안드리치                                  | 메흐메드 파샤 소콜로비치 다리 |                      |

### 1992년 디나르
1992년에 100, 500, 1천, 5천, 1만, 5만 디나르 지폐가 발행되었는데, 지폐의 디자인은 그 전에 발행했던 지폐의 디자인을 수정한 형태의 디자인이었다. 1993년에는 10만, 50만, 100만, 500만, 1000만, 5000만, 1억, 5억, 10억, 100억 디나르가 발행되었다.
| 1992년-1993년 시리즈 | 1992년-1993년 시리즈 | 1992년-1993년 시리즈 | 1992년-1993년 시리즈 | 1992년-1993년 시리즈 | 1992년-1993년 시리즈          | 1992년-1993년 시리즈 | 1992년-1993년 시리즈 |
| 사진                 | 액면                 | 크기                 | 색상                 | 앞면                 | 뒷면                          | 최초 발행일          |                      |
| -------------------- | -------------------- | -------------------- | -------------------- | -------------------- | ----------------------------- | -------------------- | -------------------- |
|                      | 100 디나르           |                      | 파란색               | 청년 여성            | 밀 이삭                       | 1992년               |                      |
|                      | 500 디나르           |                      | 분홍색               | 청년 남성            | 산                            | 1992년               |                      |
|                      | 1,000 디나르         |                      | 빨간색               | 니콜라 테슬라        | 테슬라 코일                   | 1992년               |                      |
|                      | 5,000 디나르         |                      | 진한 초록색          | 이보 안드리치        | 메흐메드 파샤 소콜로비치 다리 | 1992년               |                      |
|                      | 10,000 디나르        |                      | 갈색                 | 소녀                 | 수많은 문자들과 숫자들        | 1992년               |                      |
|                      | 50,000 디나르        |                      | 초록색               | 소년                 | 꽃                            | 1992년               |                      |
|                      | 10만 디나르          |                      | 노란색               | 청년 여성            | 밀 이삭                       | 1993년               |                      |
|                      | 50만 디나르          |                      | 보라색               | 청년 남성            | 산                            | 1993년               |                      |
|                      | 100만 디나르         |                      | 보라색               | 소년                 | 꽃                            | 1993년               |                      |
|                      | 500만 디나르         |                      | 파란색과 진한 빨간색 | 니콜라 테슬라        | 테슬라 코일과 수력 발전소     | 1993년               |                      |
|                      | 1000만 디나르        |                      | 진한 초록색          | 이보 안드리치        | 세르비아 국립 도서관          | 1993년               |                      |
|                      | 5000만 디나르        |                      | 빨간색               | 소녀                 | 미사 아나스타시예비치의 저택  | 1993년               |                      |
|                      | 1억 디나르           |                      | 하늘색               | 청년 남성            | 세르비아 과학 예술 아카데미   | 1993년               |                      |
|                      | 5억 디나르           |                      | 보라색               | 청년 여성            | 베오그라드 대학교 농학부      | 1993년               |                      |
|                      | 10억 디나르          |                      | 분홍색               | 소녀                 | 연방 의사당                   | 1993년               |                      |
|                      | 100억 디나르         |                      | 분홍색               | 니콜라 테슬라        | 테슬라 코일                   | 1993년               |                      |

### 1993년 디나르
유고슬라비아는 5천, 1만, 5만, 50만, 100만, 500만, 5000만, 5억, 50억, 500억, 5000억 디나르 지폐를 발행하였으며, 이러한 이유로 보기 드문 연속적인 초인플레이션을 경험하였다.
| 1993년 시리즈 | 1993년 시리즈 | 1993년 시리즈 | 1993년 시리즈   | 1993년 시리즈            | 1993년 시리즈                | 1993년 시리즈 | 1993년 시리즈 |
| 사진          | 액면          | 크기          | 색상            | 앞면                     | 뒷면                         | 최초 발행일   |               |
| ------------- | ------------- | ------------- | --------------- | ------------------------ | ---------------------------- | ------------- | ------------- |
|               | 5,000 디나르  |               | 갈색            | 니콜라 테슬라            | 니콜라 테슬라 박물관         | 1993년        |               |
|               | 10만 디나르   |               | 빨간색과 초록색 | 부크 카라지치            | 트르시치와 트로노사          | 1993년        |               |
|               | 5만 디나르    |               | 보라색          | 페타르 페트로비치 네고시 | 체티네 수도원                | 1993년        |               |
|               | 50만 디나르   |               | 초록색          | 도시테이 오브라도비치    | 호포보 수도원                | 1993년        |               |
|               | 500만 디나르  |               | 갈색과 파란색   | 카라조르제               | 성당과 카라됴르뎨의 저택     | 1993년        |               |
|               | 5000만 디나르 |               | 빨간색          | 미하일로 푸핀            | 전화 교환국                  | 1993년        |               |
|               | 5억 디나르    |               | 파란색          | 요반 츠비이치            | 미사 아나스타시예비치의 저택 | 1993년        |               |
|               | 50억 디나르   |               | 갈색            | 주라 야크시치            | 브라체브스니차 수도원        | 1993년        |               |
|               | 500억 디나르  |               | 빨간색과 파란색 | 밀로시 오브레노비치      | 밀로시 왕자 대저택           | 1993년        |               |
|               | 5000억 디나르 |               | 진한 빨간색     | 요반 요바노비치 즈마이   | 세르비아 국립 도서관         | 1993년        |               |

### 1994년 디나르
1994년 1월에는 10, 100, 1000, 5000, 5만, 50만, 1000만 디나르 지폐가 발행되었다. 그러나 이 지폐들은 거의 몇 주 전에 신 디나르의 발행으로 인해 발행이 중단되었다. 이 중 10, 100 디나르 지폐는 일련 번호가 표시되어 있지 않다는 특징이 있었다.
| 1994년 시리즈 | 1994년 시리즈 | 1994년 시리즈 | 1994년 시리즈   | 1994년 시리즈            | 1994년 시리즈                | 1994년 시리즈 | 1994년 시리즈 |
| 사진          | 액면          | 크기          | 색상            | 앞면                     | 뒷면                         | 최초 발행일   |               |
| ------------- | ------------- | ------------- | --------------- | ------------------------ | ---------------------------- | ------------- | ------------- |
|               | 10 디나르     |               | 초록색          | 요시프 판치치            | 산                           | 1994년        |               |
|               | 100 디나르    |               | 파란색과 빨간색 | 니콜라 테슬라            | 니콜라 테슬라 박물관         | 1994년        |               |
|               | 1000 디나르   |               | 보라색과 빨간색 | 페타르 페트로비치 녜고슈 | 체티녜 수도원                | 1994년        |               |
|               | 5000 디나르   |               | 파란색과 보라색 | 도시테이 오브라도비치    | 호포보 수도원                | 1994년        |               |
|               | 50,000 디나르 |               | 빨간색          | 카라됴르뎨               | 성당과 카라됴르뎨의 저택     | 1994년        |               |
|               | 50만 디나르   |               | 노란색          | 요반 치비이치            | 미사 아나스타시예비치의 저택 | 1994년        |               |
|               | 1000만 디나르 |               | 진한 초록색     | 이보 안드리치            | 세르비아 국립 도서관         | 1994년        |               |

### 신 디나르
1994년 1월 24일 1, 5, 10 신 (노비) 디나르가 발행되었다. 같은 해 연말에는 두 번째 시리즈로 5, 10, 20 신 디나르 지폐가 발행되었으며, 1996년에는 50, 100 신 디나르가 발행되었다.
| 1994년-1996년 "신 디나르" 시리즈 | 1994년-1996년 "신 디나르" 시리즈 | 1994년-1996년 "신 디나르" 시리즈 | 1994년-1996년 "신 디나르" 시리즈 | 1994년-1996년 "신 디나르" 시리즈 | 1994년-1996년 "신 디나르" 시리즈 | 1994년-1996년 "신 디나르" 시리즈 | 1994년-1996년 "신 디나르" 시리즈 |
| 사진                             | 액면                             | 크기                             | 색상                             | 앞면                             | 뒷면                             | 최초 발행일                      |                                  |
| -------------------------------- | -------------------------------- | -------------------------------- | -------------------------------- | -------------------------------- | -------------------------------- | -------------------------------- | -------------------------------- |
|                                  | 1 신 디나르                      |                                  | 갈색과 파란색                    | 요시프 판치치                    | 산                               | 1994년                           |                                  |
|                                  | 5 신 디나르                      |                                  | 빨간색                           | 니콜라 테슬라                    | 니콜라 테슬라 박물관             | 1994년                           |                                  |
|                                  | 5 신 디나르                      | 보라색                           |                                  | 니콜라 테슬라                    | 니콜라 테슬라 박물관             | 1994년                           |                                  |
|                                  | 10 신 디나르                     |                                  | 보라색                           | 페타르 페트로비치 네고시         | 체티네 수도원                    | 1994년                           |                                  |
|                                  | 10 신 디나르                     | 갈색                             |                                  | 페타르 페트로비치 네고시         | 체티네 수도원                    | 1994년                           |                                  |
|                                  | 20 신 디나르                     |                                  | 진한 초록색과 갈색               | 듀라 약시치                      | 브라체브스니차 수도원            | 1994년                           |                                  |
|                                  | 50 신 디나르                     |                                  | 초록색                           | 밀로시 오브레노비치              | 밀로시 왕자 대저택               | 1996년                           |                                  |
|                                  | 100 신 디나르                    |                                  | 진한 초록색                      | 도시테이 오브라도비치            | 호포보 수도원                    | 1996년                           |                                  |

2000년에는 "신"이라는 말이 빠진 새로운 지폐가 발행되었는데, 발행되었던 지폐는 10, 20, 50, 100 디나르였다. 2001년에는 200, 1000 디나르가 발행되었으며, 2002년에는 5000 디나르가 발행되었다.
| 2000년-2002년 시리즈 | 2000년-2002년 시리즈 | 2000년-2002년 시리즈 | 2000년-2002년 시리즈 | 2000년-2002년 시리즈                                             | 2000년-2002년 시리즈 | 2000년-2002년 시리즈 | 2000년-2002년 시리즈 |
| 사진                 | 액면                 | 크기                 | 색상                 | 앞면                                                             | 뒷면 | 최초 발행일          |                      |
| -------------------- | -------------------- | -------------------- | -------------------- | ---------------------------------------------------------------- | --- | -------------------- | -------------------- |
|                      | 10 디나르            |                      | 황토색               | 부크 카라지치 - 배경: 필립 비스니치                              | 부크 카라지치의 초상화 1848년 프라하에서 열린 초대 슬라브 회의 의원들 "부크"라는 문자로 장식된 삽화                      | 2000년               |                      |
|                      | 20 디나르            |                      | 초록색               | 페타르 페트로비치 네고시                                         | 네고시의 영묘에 세워진 네고시의 조각상 노브첸 산                                                                         | 2000년               |                      |
|                      | 50 디나르            |                      | 자주색               | 스테반 모크라냐치 피아노                                         | 스테반 모크라냐치 미로슬라프 복음을 주제로 한 음악 양식                                                                  | 2000년               |                      |
|                      | 100 디나르           |                      | 파란색               | 니콜라 테슬라 테슬라의 정의                                      | 니콜라 테슬라의 초상화 니콜라 테슬라의 교류 전동기 상세 구조                                                             | 2000년               |                      |
|                      | 200 디나르           |                      | 갈색                 | 나데자 페트로비치 나데자 페트로비치의 조각상 그라차니차 수도원   | 나데자 페트로비치 그라차니차 수도원                                                                                      | 2001년               |                      |
|                      | 1000 디나르          |                      | 빨간색               | 조르제 바이페르트 됴르뎨 바이페르트의 양조장                     | 조르제 바이페르트의 초상화 성 게오르기우스가 용을 죽이는 형상의 홀로그램 유고슬라비아 국립 은행 옛 청사의 상세 내부 구조 | 2001년               |                      |
|                      | 5000 디나르          |                      | 자주색과 초록색      | 슬로보단 요바노비치 세르비아 과학 예술 아카데미 청사의 세부 장식 | 슬로보단 요바노비치의 초상화 세르비아 의사당                                                                             | 2002년               |                      |

현재 통용되는 세르비아 디나르 지폐의 디자인은 2000년에서 2002년까지 발행된 유고슬라비아 디나르 지폐와 같은 형태의 디자인이다. 차이점이 있다면 "유고슬라비아 국립 은행" (세르비아어: Narodna Banka Jugoslavije)이 "세르비아 국립 은행" (세르비아어: Narodna Banka Srbije)으로, 세르비아 몬테네그로의 국장이 세르비아의 국장으로 바뀐 것이 특징이다.

## 같이 보기
- 세르비아 디나르
- 초인플레이션
- 유고슬라비아 사회주의 연방 공화국의 경제